# Death or Glory (canción de The Clash)
"Death or Glory" es una canción de la banda de punk rock inglesa The Clash que aparece en su álbum London Calling de 1979. La canción fue escrita por Joe Strummer y Mick Jones y cuenta con Strummer en la voz principal. La canción fue escrita sobre la generación anterior de estrellas de rock que juraron que morirían antes de envejecer. El crítico de rock francés Philippe Maneuver lo llamó una "parodia de Thin Lizzy".
"Death or Glory" fue versionada por la banda estadounidense de punk rock Social Distortion en la banda sonora de Lords of Dogtown. Dave Smalley también hizo una versión de la canción para el álbum City Rockers de 1999, un tributo a The Clash. "Death or Glory" también es parte de la banda sonora del videojuego Skate It y Skate 2.

## Trasfondo
Joe Strummer originalmente elaboró la melodía de "Death or Glory" en el piano. Se inspiró en "As Time Goes By", una canción que aparece en la película Casablanca por la que Strummer expresó su cariño al director David Mingay durante el rodaje de Rude Boy. Mientras la banda grababa "Death or Glory", su productor Guy Stevens entró al estudio y comenzó a tirar sillas en la pared trasera frente a los ejecutivos de CBS.

## Críticas
Rick Anderson de AllMusic escribió que la canción "presenta la mejor y más satisfactoria progresión de acordes y melodía que Clash jamás haya creado". Bill Wyman de Vulture clasificó "Death or Glory" como la séptima mejor canción de Clash, calificándola como "una de las actuaciones más crudas y emocionales de la banda".